# Hyssia nephrosticta
Hyssia nephrosticta là một loài bướm đêm trong họ Noctuidae.